# Teismo agnostico
Il teismo agnostico è una dottrina filosofica che tiene insieme il teismo e l'agnosticismo. Un teista agnostico crede nell'esistenza di "almeno" un dio (teismo), anche se ritiene impossibile dimostrarla per via razionale o in base a un'esperienza oggettiva (agnosticismo). In linea generale, chi segue tale teoria si astiene dal definire le proprietà della divinità in cui crede, con la convinzione che l'uomo non possa dire nulla intorno all'idea di "dio", trattandosi di un concetto privo di significato dal punto di vista razionale.
Di conseguenza, secondo il teismo agnostico è impossibile sostenere razionalmente che Dio sia provvidente, misericordioso e giusto, contrariamente a quanto sostengono alcune teologie. Un teista agnostico, in sostanza, afferma di credere in Dio, ma ritiene che non si può dire, oggettivamente, se questa divinità si curi del mondo oppure no, se abbia un progetto per l'uomo o meno, e così via.
L'espressione teismo agnostico, che all'apparenza può risultare ossimorica, si collega in realtà al concetto originario di agnosticismo, che non implica necessariamente la mancanza di fede in un dio. L'agnosticismo, infatti, ritiene soltanto che il divino è razionalmente inconoscibile, ma non esclude che si possa credere in esso. Pertanto, un agnostico può essere sia teista, che ateo (ateismo agnostico).
Da un teismo agnostico di fondo possono scaturire varie dottrine particolari: il fideismo, ad esempio, nasce dalla consapevolezza del conflitto fede-ragione e propende per la prima, ma non è detto che un teista agnostico debba essere per forza fideista.